# ラヴ・ラヴ
「ラヴ・ラヴ」（"Love Love"）はイギリスのポップ・グループ、テイク・ザットのシングルである。『X-MEN:ファースト・ジェネレーション』の公式楽曲である。リード・ボーカルはゲイリー・バーロウとマーク・オーエン。
2011年5月11日よりイギリスでデジタル・ダウンロード版が、6月10日に『プログレスド』の3曲目として発売された。

## 背景
2011年4月29日、テイク・ザットが映画『X-MEN: ファースト・ジェネレーション』の公式シングルを手掛けていたことが発表された。ゲイリー・バーロウとマシュー・ヴォーン監督は話し合いを行い、映画に最も合う曲として本作を選んだ。テイク・ザットが映画に楽曲を提供するのは、ヴォーン監督の『スターダスト』に提供した「ルール・ザ・ワールド」に続いて2曲目である。

## ミュージックビデオ
ビデオは2バージョンあり、2011年5月27日に通常版が、5月31日に「X-Men Version」がそれぞれYouTube上の公式アカウントにアップされた。監督はカイリー・ミノーグなどのビデオも手がけたアレクサンドリアン。
映像はスクリーンに覆われた室内で5人が輪になり一列になり歌い、その周りでペアを組んだダンサーたちが踊るというもの。撮影にはおもちゃの小型ヘリも使用されている。「X-Men Version」はそれに映画の本編映像が挟みこまれており、また室内のスクリーンにも映像が投影されている。更に同じ部分を歌っている時でも双方の映像は別のものになっており、実質上別物とも言える。

## トラックリスト
- デジタル・ダウンロード

1. "Love Love" - 3:42

- プロモーション・シングル

1. "Love Love" - 3:42
2. "Love Love" (X-Men Version) - 3:37

## チャート
| チャート (2011)                               | 最高 順位 |
| --------------------------------------------- | --------- |
| ヨーロッパ（100 Singles）                     | 21        |
| アイルランド（IRMA）                          | 48        |
| イタリア（FIMI）                              | 21        |
| スコットランド（The Official Charts Company） | 9         |
| スロバキア（IFPI）                            | 7         |
| 韓国（ガオンチャート）                        | 82        |
| イギリス（全英シングルチャート）              | 15        |